# Micke Ahlgrens
Micke Ahlgrens är ett svenskt dansband.

## Medlemmar
- Micke Ahlgren - Bas och sång
- Petter Sand - saxofoner, flöjt, gitarr och sång
- Jörgen Ohlsson- Keyboard, dragspel och sång
- Kent Ekman - trummor och sång

## Diskografi
- Röd är kärlekens färg  - 1991
- Säg kan det vara kärlek - 1996
- LivsLevande - 2004
- LivsLevande 2 - 2007
- 20-årsjubileum - 2010
- LivsLevande 3 - 2012
- LivsLevande 4 - 2015
- LivsLevande 5 - 2017

## Melodier på Svensktoppen
- "Du är mitt segel" - 1996
- "I alla mina dar" (med Camilla Lindén) - 1998

## Melodier på P4 KALAS-lista
- "En sång till alla mogna män" 8 veckor på 1:a plats. 2:a-plats första veckorna.